# Bataille de Tochkivka
Invasion de l'Ukraine par la Russie de 2022
Batailles
Offensive de Kiev (Jytomyr, Kiev) : 
- 1re Hostomel
- Tchernobyl
- Ivankiv
- Kiev
- 2e Hostomel
- Vassylkiv
- Boutcha
- Irpin
  - Bombardement de réfugiés
- Jytomyr
- Mochtchoun
- Makariv
- Brovary

Offensive du Nord (Tchernihiv, Soumy) :
- Hloukhiv
- Slavoutytch
- Bombardements
- Soumy
- Trostianets
- Tchernihiv
- Okhtyrka
- Lebedyn
- Konotop
- Romny
- Desna
- Escarmouches frontalières

Russie  (Briansk, Belgorod) :
- Incursions en Russie occidentale
  - Oblast de Briansk
  - Oblasts de Belgorod et de Koursk
    - Incursions de 2024

  - Bombardement de Belgorod
- Oblast de Koursk (août 2024)

Campagne de l'Est (Donetsk, Louhansk, Kharkiv)
Kharkiv :
- 1re Kharkiv
  - Tchouhouïv
  - Bombardements : en février
  - en mars
  - en avril
  - du bâtiment administratif
- Izioum
- 2e Kharkiv
  - Balaklia
  - 1re Koupiansk
  - Chevtchenkove
- 3e Kharkiv

Nord du Donbass:
- Starobilsk
- Sloviansk
  - Dovhenke
  - 1re Lyman
  - Sviatohirsk
  - Bohorodychne et Krasnopillia
  - Bombardements : Bilohorivka
  - Kramatorsk
- Sievierodonetsk
  - Kreminna
  - Donets
  - Roubijné
  - Popasna
  - Tochkivka
  - Massacre
- Lyssytchansk
- 2e Kharkiv
  - Balaklia
  - 1re Koupiansk
  - Chevtchenkove
  - 2e Lyman
- Oblast de Louhansk
  - Ligne Svatove-Kreminna
  - Serebryansky
  - 2e Koupiansk

 Centre du Donbass:
- Horlivka
- Popasna
- Svitlodarsk
- Bakhmout
  - Soledar
- Siversk
- Tchassiv Iar
- Toretsk

Sud du Donbass :
- Volnovakha
- Marioupol
  - Bombardements : de l'hôpital
  - du théâtre
  - de l'école d'art
- Pisky
- Vouhledar
  - Pavlivka
- Marïnka
- Contre-offensive de 2023
- Avdiïvka
- Novomykhaïlivka
- Pokrovsk
  - Krasnohorivka
  - Toretsk
- Bombardements :
- Makiïvka
- Donetsk

Campagne du Sud (Mykolaïv, Kherson, Zaporijjia)
- 1re Kherson
- Odessa
- Melitopol
- Mykolaïv
  - Bombardements : à fragmentation
  - du bâtiment administratif
- 1re Berdiansk
- Zaporijjia
- Tchornobaïvka
- Enerhodar
- Voznessensk
- Houliaïpole
- Davydiv Brid
- 2e Berdiansk
- Nova Kakhovka
- 2e Kherson
  - Doudtchany
- Dniepr
- Tchoulakivka
- Contre-offensive de 2023
  - Robotyne

Frappes aériennes dans l'Ouest et le Centre de l'Ukraine
- Lviv (02/2022)
- Vinnytsia (03/2022)
- Yavoriv (03/2022)
- Deliatyne (03/2022)
- Dnipro

Guerre navale
- Île des Serpents (02/2022)
- Moskva (04/2022)

Attaques en Crimée
- Novofedorivka (08/2022)
- Djankoï (08/2022)
- Pont de Crimée (10/2022)
- Base navale de Sébastopol (10/2022)
- Pont de Crimée (07/2023)
- Base navale de Sébastopol (09/2023)

Débordement
- Aéroport de Millerovo
- Sabotages en Russie
- Attaques en Transnistrie
- Sabotage des gazoducs Nord Stream
- Terrain d'entraînement militaire de Soloti
- Explosions en Pologne
- Bases aériennes de Dyagilevo et Engels-2
- Base aérienne de Minsk-Matchoulichtchi
- Crise russo-moldave de 2023
  - Accusations de tentative de coup d'État en Moldavie
- Incident de drone de 2023 en mer Noire
- Rébellion du groupe Wagner

Massacres
- Tchernihiv
- Boutcha
- Borodianka
- Olenivka
- Izioum

La bataille de Tochkivka (2022) est une série de combats se déroulant dans la ville de Tochkivka, une municipalité montagneuse du district de Sieverodonetsk de l'oblast de Louhansk, dans le cadre de l'invasion russe de l'Ukraine en 2022.

## Contexte
Le 24 février 2022, la Russie envahit l'Ukraine, dans une forte escalade de la guerre russo-ukrainienne, ayant débuté en 2014. L'invasion cause la crise de réfugiés la plus rapide d'Europe depuis la Seconde Guerre mondiale, avec plus de 6,5 millions d'Ukrainiens fuyant le pays  et un tiers de la population déplacée,,,,. Le 8 mai, Serhiy Haidai, gouverneur de l'oblast de Louhansk, déclare sur sa chaîne Telegram que les Russes ne contrôlent que la moitié de la ville de Popasna, mais a admis plus tard que les forces ukrainiennes s'étaient retirées,. Le 12 mai, les forces russes chassent l'armée ukrainienne de la ville de Roubijné et établissent le contrôle total de la ville, poursuivant leurs tentatives d'encercler Sievierodonetsk,.
La ville de Tochkivka apparaît alors comme un emplacement d'importance stratégique de la défense ukrainienne dans la région de Lyssytchansk. La ville se situant à 5km de la frontière avec les républiques séparatistes avant le début de la guerre et constituée de défenses importantes via un réseau de bunkers, de tranchées, de champs de mines et de positions de tir. La ville est située à 10km des faubourgs de Lyssytchansk et le village et ses alentours sont situés sur une légère colline qui surplombe toute la zone autour de Lyssytchansk. La prise de cette ville par les russes est le prélude à un encerclement par le sud,,.

## Bataille
Les Russes débutent leur avancée vers la ville à partir de mi-avril en commençant par conquérir toute la rive gauche du Donets dans la région de Tochkivka puis en se rapprochant petit à petit par le sud. Le 9 mai les troupes de la république populaire de Luhansk proclament la prise de la ville voisine de Nyjnie . Le 10 mai 2022, le chef de l'administration militaire régionale de Lougansk, annonce des batailles en cours pour les localités de Voevodivka, Tochkivka et Nizhnyaya,.
Le 23 mai 2022, les Forces armées ukrainiennes repoussent une offensive de l'armée russe sur le village de Tochkivka. L'armée russe y a déployé 25 groupes tactiques de bataillons (BTG),.
Après plusieurs assauts infructueux, les Russes tentent de percer le front, début juin, en attaquant le village de Oustynivka au nord leur permettant d'attaquer de l'est et du nord de la ville les fortifications ukrainiennes les moins importantes,.
Le 21 juin 2022, les troupes russes s'emparent de Tochkivka ainsi que de Oustynivka et enclenchent un mouvement en tenaille entre Vroubivka et Tochkivka pour conquérir les villes de Myrna Dolyna et Ouskutivka afin d'encercler les zones de fortifications de Hirske et Zolote,,,,,.

## Galerie
|  |  |  |
|  |  |  |